# Hallsta Lotus
Hallsta Lotus, född 1 juni 2000 i Indal, Västernorrlands län, död 26 november 2020, var en svensk kallblodig travhäst som tävlade mellan åren 2003–2015. Under hela sin tävlingskarriär så tog han 75 segrar på 175 starter, och sprang in strax över 10 miljoner kronor. Han tränades under hela karriären av Jan-Olov Persson, som tillsammans med Ulf Ohlsson var ordinarie kusk. Han utsågs till Årets Kallblod på Hästgalan tre år i rad (2010, 2011 och 2012).

## Historia

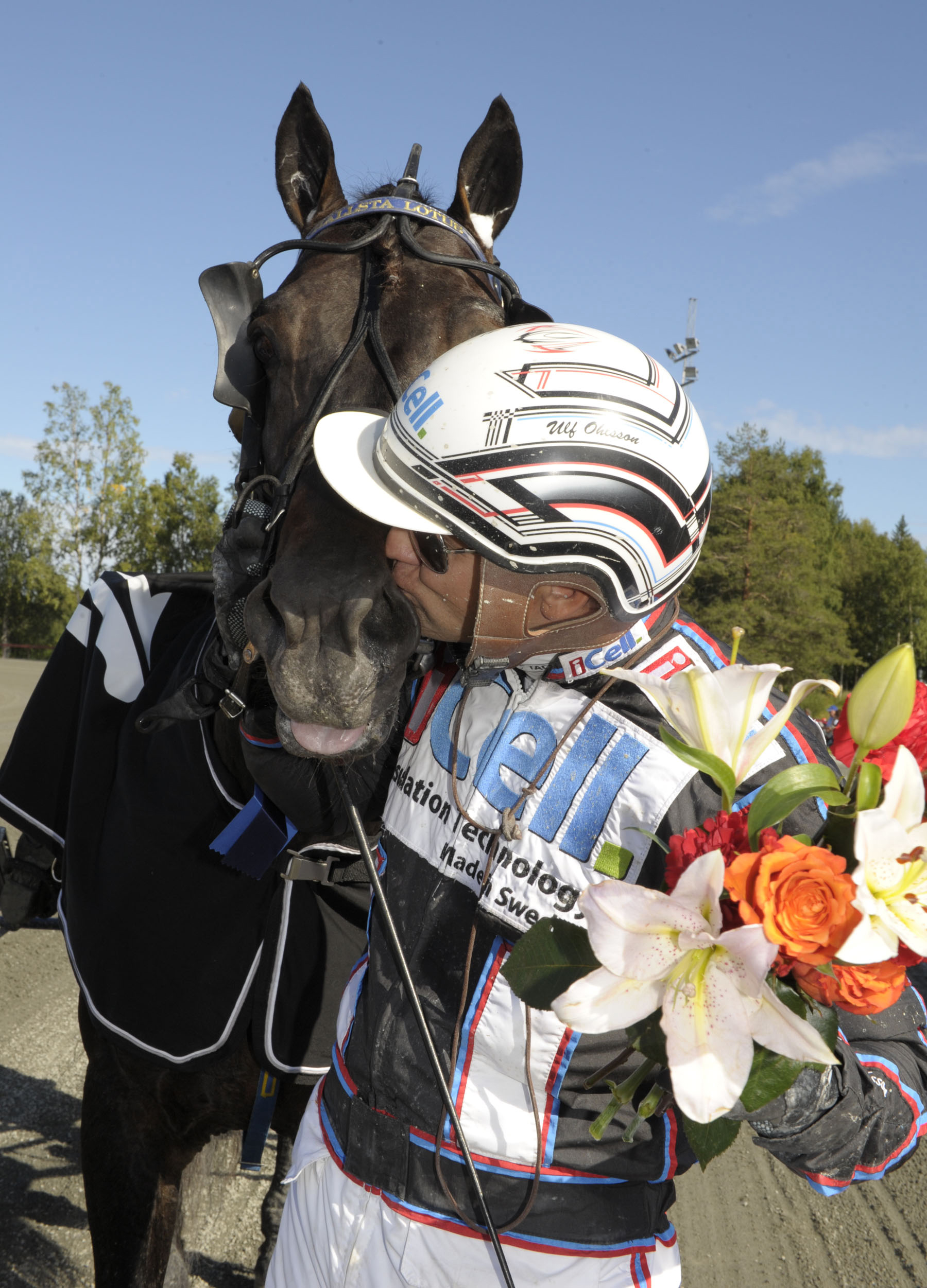
Hallsta Lotus tillsammans med Ulf Ohlsson efter 2013 års seger i Steggbests Minne på Skellefteåtravet.

### Tiden som unghäst (2003-2004)
Hallsta Lotus gjorde tävlingsdebut på Hagmyren den 6 april 2003, i ett lopp som han vann med många längder. Som treåring deltog han i Svenskt Kallblodskriterium på Arena Dannero, där han kom på fjärde plats tillsammans med kusken Lars Lindberg.
Hans första storloppsseger tog han som fyraåring, då han vann Svenskt Kallblodsderby på Östersundstravet med fyra längder tillsammans med kusken och tränaren Jan-Olov Persson. Segern var även Perssons 1000:e kuskseger.

### Tiden i världseliten (2005-2015)
Hallsta Lotus var obesegrad mellan slutet av september 2011 och mitten av juli 2012. Under perioden tog han 13 raka segrar. Segersviten bröts när han förlorade som storfavorit (spelad på 96%) i ett lopp på Solängets travbana. Hallsta Lotus har bland annat vunnit Elitkampen på Solvalla under Elitloppshelgen 2010 och 2012, samt Svenskt Mästerskap för kallblod 2010 och 2011. Han har även tagit tre segrar i Nordiskt Mästerskap (2011, 2012 och 2014).

### Pension och avelskarriär
I början av 2015 visade sig Hallsta Lotus ha en gaffelbandsskada i vänstra bakbenet. Det spekulerades då att karriären för hästen skulle vara över. Hallsta Lotus startade sex gånger under 2015, dock utan några större resultat. Han gjorde karriärens sista start den 14 augusti 2015 på Bollnästravet, i ett lopp där han slutade oplacerad. Tränare Jan-Olov Persson meddelade sedan att hästen pensioneras, och kommer bli verksam som avelshingst. Hallsta Lotus har fått 70 avkommor, varav 64 svenskregistrerade, fram till september 2018.

### Död
Den 26 november 2020 avlivades Hallsta Lotus på grund av tandproblem, som han även haft problem med innan. Han kunde bland annat inte krossa maten med tänderna. Han ska begravas på Jan-Olov Perssons gård bredvid Järvsöfaks och Faksen J:r.

## Stamtavla
| Efter Järvsöfaks 1994     | Trollfaks 1984     | Troll Jahn    | Jahn Sjur  |
| Efter Järvsöfaks 1994     | Trollfaks 1984     | Troll Jahn    | Grans Turi |
| Efter Järvsöfaks 1994     | Trollfaks 1984     | Reitlisa      | Lapp Lars  |
| Efter Järvsöfaks 1994     | Trollfaks 1984     | Reitlisa      | Reitmolly  |
| Efter Järvsöfaks 1994     | Järvsö Anna 1988   | Lapp Nils     | Lapp Lasse |
| Efter Järvsöfaks 1994     | Järvsö Anna 1988   | Lapp Nils     | Turita K   |
| Efter Järvsöfaks 1994     | Järvsö Anna 1988   | Vinjänta      | Svintor    |
| Efter Järvsöfaks 1994     | Järvsö Anna 1988   | Vinjänta      | Steggjänta |
| Undan Hallsta Malibu 1992 | Mosäter 1980       | Säterbest     | Steggbest  |
| Undan Hallsta Malibu 1992 | Mosäter 1980       | Säterbest     | Reina K    |
| Undan Hallsta Malibu 1992 | Mosäter 1980       | Mosola        | Ede Pavin  |
| Undan Hallsta Malibu 1992 | Mosäter 1980       | Mosola        | Mostjärna  |
| Undan Hallsta Malibu 1992 | Hallsta Besta 1971 | Steggbest     | Stegg      |
| Undan Hallsta Malibu 1992 | Hallsta Besta 1971 | Steggbest     | Grasiös    |
| Undan Hallsta Malibu 1992 | Hallsta Besta 1971 | Hallsta Trean | Torvinn    |
| Undan Hallsta Malibu 1992 | Hallsta Besta 1971 | Hallsta Trean | Renita K   |